# Mestriano
Mestriano (em latim: Mestrianus) foi um oficial militar romano do século III e IV, ativo durante o reinado conjunto dos imperadores Constantino, o Grande (r. 306–337) e Licínio (r. 308–324). Exercendo a função de conde, é mencionado em 314 quando, a mando de Licínio, partiu para o acampamento de Constantino para negociar uma trégua no rescaldo da batalha do Campo Ardiense.